# 德国陆军元帅列表
以下是獲授德国陆军元帅军衔的军官和王室成员的列表。

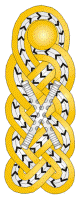
德国元帅肩章

## 萨克森王国和选侯国
- 1631年6月21日 - 约翰·格奥尔格·冯·阿尼姆伯爵（Johann Georg Graf von Arnim）
- 1632年11月24日 - 萨克森-劳恩堡公爵弗朗茨·阿尔布雷希特（Duke Franz Albrecht of Saxony-Lauenburg）
- 1638年10月19日 - 鲁道夫·冯·莫尔辛伯爵（Rudolf Graf von Morzin）(又称莫罗辛Morozin)
- 1666年1月1日 - 恩斯特·阿尔布雷希特·冯·埃伯斯坦因男爵（Ernst Albrecht Freiherr von Eberstein）
- 1681年8月28日 - 约阿希姆·吕迪格·冯·德尔·戈尔茨男爵（Joachim Rüdiger Freiherr von der Goltz）
- 1688年9月8日 - 海诺·海因里希·冯·弗莱明伯爵（Heino Heinrich Graf von Flemming）
- 1691年4月9日 - 汉斯·亚当·冯·舍宁（Hans Adam von Schöning）
- 1693年5月10日 - 耶雷米亚斯·冯·肖维（Jeremias von Chauvet）
- 1697年9月30日 - 海因里希六世 (罗伊斯-普劳恩亲王)（Prince Heinrich VI of Reuss-Plauen）
- 1699年8月27日 - 亚当·海因里希·冯·施泰瑙伯爵（Adam Heinrich Graf von Steinau）
- 1706年12月3日 - 格奥尔格·本尼迪克特·冯·奥格威男爵（Georg Benedikt Freiherr von Ogilvy）
- 1712年2月22日 - 雅各布·海因里希·冯·弗莱明伯爵（Jakob Heinrich Graf von Flemming）
- 1730年4月17日 - 克里斯托夫·奥古斯特·冯·瓦克巴斯伯爵（Christoph August Graf von Wackerbarth）
- 1735年11月26日 - 萨克森-魏森费尔斯公爵约翰·阿道夫二世（Duke Johann Adolf II of Saxony-Weissenfels）
- 1749年1月11日 - 弗里德里希·奥古斯特·鲁托夫斯基伯爵（Friedrich August Graf Rutowski）
- 1763年7月27日 - 约翰·格奥尔格·切瓦里尔·德·萨克森（Johann Georg Chevalier de Saxe）
- 1775年1月6日 - 弗雷德里希 (安哈尔特-德骚亲王)（Prince Friedrich of Anhalt-Dessau）
- 1871年7月11日 - 萨克森阿尔贝特王储
- 1888年6月15日 - 萨克森格奥尔格王储

## 巴伐利亚王国和选侯国
- 1740年 - 弗雷德里希·冯·塞肯道夫伯爵（Friedrich Graf von Seckendorf） (1673年-1763年)

## 勃兰登堡选侯国和普鲁士王国

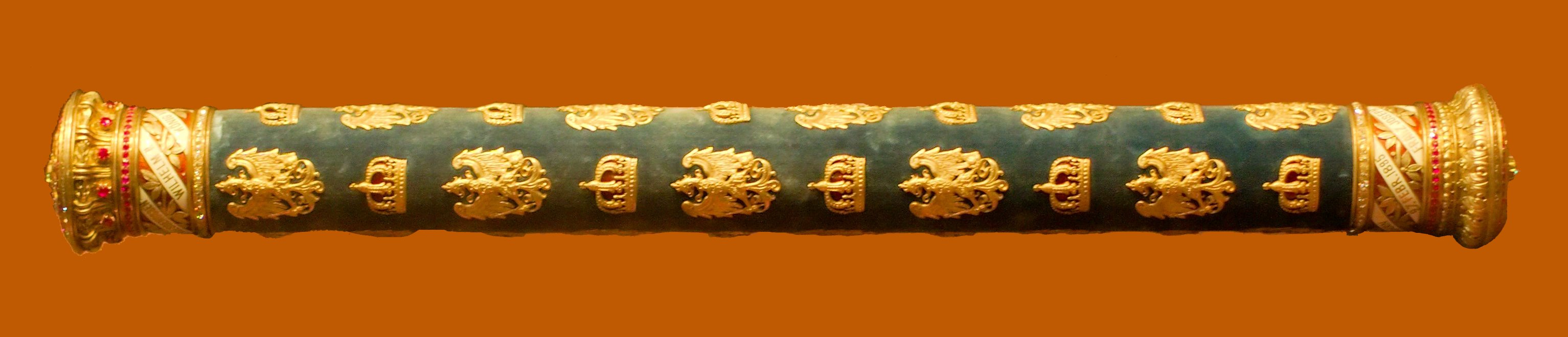
普鲁士陆军元帅权杖

- 1657年6月20日 - 奥托·克里斯托夫·冯·施巴尔（Otto Christoph von Sparr） (1599年-1668年)
- 1670年 - 乔治·冯·德弗林格帝国男爵（Georg Reichsfreiherr von Derfflinger） (1606年-1695年)
- 1670年1月24日 - 约翰·乔治二世 (安哈尔特-德骚亲王) (1627年-1693年)
- 1688年 - 汉斯·亚当·冯·舍宁 (1641年-1696年)
- 1691年5月1日 - 海诺·海因里希·冯·弗莱明伯爵 (1632年-1706年)
- 亚历山大·冯·施帕恩男爵（Alexander Freiherr von Spaen） (1619年-1692年)
- 弗雷德里希二世 (黑森-洪堡亲王)（Prince Friedrich II of Hessen-Homburg） (1633年-1708年)
- 1698年 - 约翰·阿尔布雷希特·冯·巴尔弗斯帝国伯爵（Johann Albrecht Reichsgraf von Barfus） (1634年-1704年)
- 1706年3月23日 - 亚历山大·赫尔曼·冯·瓦滕斯勒本伯爵（Alexander Hermann Graf von Wartensleben） (1650年-1734年)
- 1712年 - 利奥波德一世 (安哈尔特-德绍) 1676年-1747年)
- 1713年 - 卡尔·菲利普·冯·维利希-洛图姆帝国伯爵 (1650年-1719年)
- 1713年 - 亚历山大·多纳-施洛比滕伯爵（1661年-1728年）
- 1733年 - 阿尔布雷希特·康拉德·芬克·冯·芬肯施泰因伯爵（Albrecht Konrad Graf Finck von Finckenstein） (1660年-1735年)
- 1737年 - 弗雷德里希·威廉·冯·格伦布考（Friedrich Wilhelm von Grumbkow） (1678年-1739年
- 杜比斯拉夫·格涅奥马尔·冯·纳茨默尔（Dubislaw Gneomar von Natzmer） (1654年-1739年)
- 1739年 - 艾哈特·恩斯特·冯·罗德尔（Erhard Ernst von Röder） (1665年-1743年)
- 1740年 - 汉斯·海因里希·冯·卡特伯爵（Hans Heinrich Graf von Katte） (1681年-1741年)
- 1740年 - 库尔特·克里斯托夫·冯·施维林伯爵 (1684年-1757年)
- 1741年 - 塞缪尔·冯·施梅陶伯爵（Samuel Graf von Schmettau） (1684年-1751年)
- 1742年 - 卡斯帕尔·奥托·冯·格拉森纳普（Caspar Otto von Glasenapp） (1664年-1747年)
- 1747年5月24日 - 亨宁·亚历山大·冯·克莱斯特（Henning Alexander von Kleist） (1676年-1749年)
- 1745年3月19日 - 威廉·迪特里希·冯·布登布罗克（Wilhelm Dietrich von Buddenbrock） (1672年-1757年)
- 1747年 - 克里斯托夫·威廉·冯·卡尔克施泰因（Christoph Wilhelm von Kalckstein） (1682年-1759年)
- 1747年9月18日 - 詹姆斯·基思（James Keith） (1696年-1758年)
- 1751年 - 弗雷德里希·利奥波德·冯·格斯勒伯爵（Friedrich Leopold Graf von Gessler） (1688年1762年)
- 1751年 - 汉斯·冯·列瓦尔德 (1685年-1768年)
- 1757年 - 莫里茨 (安哈尔特-德绍) (1712年-1760年)
- 1758年11月 - 斐迪南 (不倫斯克-呂訥堡) (1721年-1792年)
- 1787年 - 不倫瑞克公爵 (1735年-1806年)
- 1793年 - 威查德·冯·默伦多夫（Wichard von Moellendorff） (1724年-1816年)
- 亚历山大·冯·克诺伯斯多夫（Alexander von Knobelsdorff） (1723年-1799年)
- 1805年 - 威廉·马格努斯·冯·布林尼克（Wilhelm Magnus von Brünnecke） (1727年-1817年)
- 1807年7月21日 威廉·勒内·德·洛姆·德·库比埃（Wilhelm René de l'Homme de Courbière） (1733年-1811年)
- 1807年 弗里德里希·阿道夫·冯·卡尔克罗伊特伯爵（Friedrich Adolf Graf von Kalckreuth） (1737年-1818年)
- 1813年10月19日 - 格布哈德·勒伯莱希特·冯·布吕歇尔 (1742年-1819年)
- 1821年 - 弗雷德里希·克莱斯特·冯·诺伦多夫伯爵（Friedrich Graf Kleist von Nollendorf）, (1763年-1823年)
- 1821年 - 约翰·大卫·路德维希·约克·冯·瓦滕堡伯爵 (1759年-1830年)
- 1825年 - 奥古斯特·奈哈特·冯·格奈森瑙伯爵 (1760年-1831年)
- 1839年 - 漢斯·恩斯特·卡爾·馮·齊滕伯爵 (1770年-1848年)
- 1847年7月8日 - 赫尔曼·冯·博恩 (1771年-1848年)
- 1847年 - 卡尔·弗雷德里希·冯·登·克尼塞伯克（Karl Friedrich von dem Knesebeck） (1768年-1848年)
- 卡尔·冯·穆弗林男爵（Karl Freiherr von Müffling） (1775年-1851年)
- 1854年3月14日 - 弗雷德里希·卡尔·格拉夫·祖多纳-施洛比滕（Friedrich Karl Graf zu Dohna-Schlobitten） (1784年-1859年)
- 1856年8月5日 弗雷德里希·冯·弗兰格尔伯爵（Friedrich Graf von Wrangel） (1784年-1877年)
- 1916年1月27日 - 土耳其苏丹穆罕默德五世 (1844年-1918年)
- 1918年9月6日 - 土耳其苏丹穆罕默德六世 (1861年-1926年)

## 德意志帝国
- 1870年10月28日 - 普鲁士的腓特烈·卡尔亲王（1828年-1885年）
- 1870年10月28日 - 普鲁士王储腓特烈·威廉
- 1871年4月8日 - 赫瓦尔特·冯·比滕费尔德（1796年-1884年）
- 1871年4月8日 - 卡尔·腓特烈·冯·史泰因梅茨（1796年-1877年）
- 1871年6月16日 - 赫尔穆特·冯·毛奇伯爵（1800年-1891年）
- 1871年7月11日 - 萨克森王储阿尔贝特
- 1873年1月1日 - 阿尔布雷希特·冯·罗恩伯爵（1803年-1879年）
- 1873年 - 埃德溫·馮·曼陀菲爾男爵（1809年-1885年）
- 1888年3月15日 - 萊昂哈特·馮·布盧門塔爾伯爵（1810年-1900年）
- 1888年3月15日 - 萨克森王储格奥尔格
- 1888年1月19日 - 普鲁士亲王阿尔布雷希特
- 1888年1月19日 - 奥地利的阿尔布雷希特大公
- 1895年2月27日 - 奥匈帝国皇帝弗朗茨·约瑟夫（1830年-1916年）
- 1900年5月6日 - 阿尔弗雷德·冯·瓦德西伯爵 (1832年-1904年)德军总参谋长、八国联军统帅
- 1905年1月1日 - 戈特里布·馮·黑澤勒伯爵 (1836年-1919年)
- 1905年1月1日 - 威廉·馮·哈恩克 (1833年-1912年)
- 1905年1月1日 - 瓦爾特·馮·勒男爵 (1828年-1908年)
- 1906年9月9日 - 阿瑟王子 (康諾和斯特拉森公爵) (1850年-1942年)
- 1909年4月20日 - 罗马尼亚国王卡罗尔一世
- 1911年1月1日 - 馬克斯·馮·博克-波拉赫
- 1911年1月1日 - 阿尔弗雷德·冯·施里芬伯爵 (1833年-1913年)
- 1911年1月1日 - 科尔玛·冯·戈尔茨伯爵 (1843年-1916年)
- 1911年5月16日 - 英国国王乔治五世
- 1912年9月11日 - 萨克森国王弗里德里克·奥古斯特三世
- 1914年8月8日 - 希腊国王康斯坦丁一世
- 1914年11月2日 - 保罗·冯·兴登堡（1847年-1934年）
- 1915年1月27日 - 卡爾·馮·比洛 (1846年-1921年)
- 1915年6月22日 - 奥地利的弗里德里希大公
- 1915年6月22日 - 奥古斯特·冯·马肯森 (1849年-1945年)
- 1915年6月26日 - 巴伐利亚国王路德维希三世 (1845年-1921年)
- 1916年7月23日 - 威廉二世 (符腾堡) (1848年-1921年)
- 1916年8月1日 - 巴伐利亚王储鲁普雷希特  (1869年-1955年)
- 1916年8月1日 - 利奥波德亲王 (巴伐利亚) (1846年-1930年)
- 1916年8月1日 - 符腾堡大公阿尔布雷希特(1865年-1939年)
- 1916年1月18日 - 保加利亚国王斐迪南
- 1916年2月1日 - 奥斯曼帝国苏丹穆罕默德五世
- 1916年 - 弗朗茨·康拉德·冯·赫岑多夫伯爵 (1852年-1925年)
- 1917年2月12日 - 奥地利皇帝卡尔 (1887年-1922年)
- 1917年12月18日 - 赫爾曼·馮·艾希霍恩 (1848年-1918年)
- 1917年12月31日 - 雷穆斯·馮·沃伊爾施 (1847年-1920年)

## 納粹德国
- 1936年4月20日 - 维尔纳·冯·勃洛姆堡（1878年-1946年）
- 1938年2月4日  - 赫尔曼·戈林（1893年-1946年）
- 1940年7月19日  - 瓦尔特·冯·布劳希奇（1881年-1948年）
- 1940年7月19日 - 阿尔贝特·凯塞林（1885年-1960年）
- 1940年7月19日 - 威廉·凯特尔（1882年-1946年）
- 1940年7月19日 - 京特·冯·克鲁格（1882年-1944年）
- 1940年7月19日 - 威廉·冯·勒布（1876年-1956年）
- 1940年7月19日 - 费多尔·冯·博克 （1880年-1945年）
- 1940年7月19日 - 威廉·李斯特（1880年-1971年）
- 1940年7月19日 - 埃爾溫·馮·維茨萊本（1881年-1944年）
- 1940年7月19日 - 瓦尔特·冯·赖歇瑙（1884年-1942年）
- 1940年7月19日 - 艾爾哈德·米爾希（1892年-1972年）
- 1940年7月19日 - 胡戈·施佩勒（1885年-1953年）
- 1940年7月19日 - 格特·馮·倫德施泰特（1875年-1953年）
- 1940年10月31日  - 爱德华·冯·柏姆-厄尔默利（1856年-1941年）
- 1942年6月22日  - 埃尔温·隆美尔（1891年-1944年）
- 1942年6月30日 - 格奥尔格·冯·库勒（1881年-1968年）
- 1942年7月1日 - 埃里希·馮·曼施坦因（1887年-1973年）
- 1943年1月31日 - 弗里德里希·保卢斯（1890年-1957年）
- 1943年2月1日 - 保罗·路德维希·埃瓦尔德·冯·克莱斯特（1881年-1954年）
- 1943年2月1日 - 马克西米连·冯·魏克斯（1881年-1954年）
- 1943年2月1日- 恩斯特·布施（1885年-1945年）
- 1943年2月16日 - 沃尔弗拉姆·冯·里希特霍芬（1895年-1945年）
- 1944年3月1日 - 瓦尔特·莫德尔（1891年-1945年）
- 1945年4月5日 - 费迪南德·舍尔纳（1892年-1973年）
- 1945年4月25日 - 罗伯特·冯·格莱姆（1892年-1945年）